# Dairomont
Dairomont est un village de la commune belge de Vielsalm située en Région wallonne dans la province de Luxembourg.
Avant la fusion des communes de 1977, il faisait partie de la commune de Grand-Halleux.

## Géographie
Dairomont se trouve à la pointe nord de la commune, trois kilomètres au sud de Trois-Ponts.